# The Eugene
The Eugene (también conocido como 3 Manhattan West), ubicado en 435 West 31st Street, es una torre residencial que forma parte del proyecto Manhattan West y comenzó a construirse en diciembre de 2014. 
En 2017, fue el rascacielos de alquiler más alto de la ciudad de Nueva York. Ahora completo, tiene 64 pisos y 730 pies (222,5 m) alto. En total cuenta con 844 unidades, repartidas entre 675 a precio de mercado y 169 asequibles.  
Entre las comodidades del edificio se encuentran el gimnasio La Palestra con una cancha de baloncesto de tamaño completo y un muro de escalada, cafetería Bluestone Lane, una terraza en la azotea con bar privado, salones de póquer, una sala de juegos, salas de piano privadas, una simulación de golf bajo techo, un estudio de música, una biblioteca con salas de estudio y una estación de peluquería canina.